# Segona Coalició
Es coneix com a Segona Coalició (1798 - 1800) al segon esforç combinat de múltiples països europeus per contenir a la Revolució francesa.

## La campanya d'Egipte

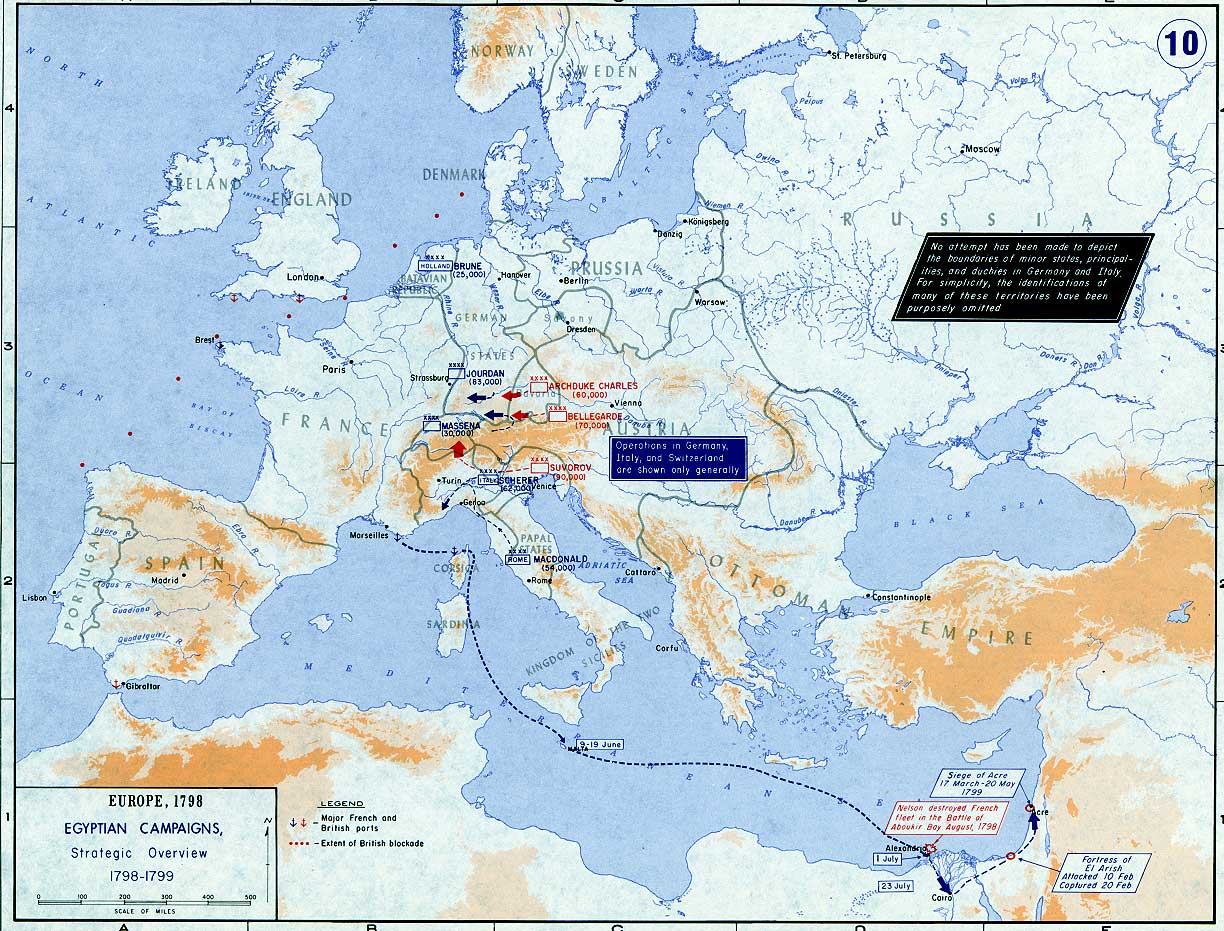
La campanya d'Egipte de 1798

Napoleó Bonaparte es va proposar el 1798 amenaçar la posició britànica en l'Índia mitjançant la invasió i la conquesta francesa d'Egipte. L'expedició era també cultural i va incloure a molts científics, educadors, i especialistes tècnics, car els intel·lectuals francesos havien discutit la viabilitat realitzar un canal entre la Mar Roja i el mediterrani. Napoleó va entrar al port de La Valetta per reabastir les seves naus en camí a Egipte. Un cop fora de perill a l'interior del port va tornar les seves armes contra els seus amfitrions, i el Gran Mestre Ferdinand von Hompesch zu Bolheim va capitular i Napoleó va establir una nova administració i va partir per a Egipte, deixant una guarnició important.
Tres setmanes després d'arribar a Egipte, un estol britànic de 14 naus comandades per Horatio Nelson, que havia estat navegant el mar Mediterrani cercant la flota francesa, finalment va caure sobre les 15 naus franceses que eren utilitzades donar suport la invasió, derrotant-les a la batalla del Nil. La flota britànica havia destruït la flota francesa. De retorn a casa amb les notícies de Nelson, el Leander, capitanejat per Edward Berry va ser capturat pel Généreux, cosa que va endarrerir l'arribada de les notícies triomfants a Gran Bretanya.
L'1 d'agost de 1798, la Royal Navy britànica va ser capaç d'iniciar un bloqueig sobre Malta, assistida per una rebel·lió de la població local. Obligats a replegar-se a La Valletta, els francesos van patir gran escassetat de provisions i malalties, cosa que va afectar greument la moral.
Napoleó, que havia desembarcat amb el seu exèrcit i va acabar la seva conquesta d'Egipte, i va intentar conquerir Síria, però quan la situació política a París va canviar, va abandonar a les seves tropes i va marxar per donar un cop i enderrocar la constitució, assegurant la seva pròpia elecció com Primer Cònsol. La batalla va establir superioritat naval britànica durant la resta de les Guerres Revolucionàries Franceses, i contribuí a la fama cada vegada major de l'almirall Nelson.
Després de la Campanya napoleònica d'Egipte i Síria per tancar als britànics el camí cap a l'Índia en el marc de la lluita contra Gran Bretanya, única potència clarament hostil a la França revolucionaria, i que, malgrat les nombroses victòries, fos incapaç de transportar al seu exèrcit de tornada a França per mar després de la batalla del Nil, cert nombre d'enemics de França van preparar una nova aliança amb Anglaterra per desfer les anteriors conquestes franceses. Àustria i Rússia van mobilitzar exèrcits de refresc per a les campanyes d'Alemanya i Itàlia el 1799.

## 1799
A Itàlia, el general Aleksandr Suvórov va vèncer en una cadena de batalles que van conduir als francesos fora de la vall del Po, forçant-los a tornar als Alps francesos i a la costa de Gènova, on foren assetjats. No obstant això, els exèrcits russos a Suïssa van ser derrotats per André Masséna, i l'exèrcit de Suvórov es va retirar per motius polítics.
A Alemanya, l'Arxiduc Carles va conduir els francesos de Jean-Baptiste Jourdan de tornada a través del Rin, i va obtenir nombroses victòries a Suïssa. Jourdan va ser reemplaçat per Massena.
A finals de l'any, Napoleó va tornar d'Egipte, deixant enrere el seu exèrcit, i en el Cop d'estat del 18 de brumari, Sieyès, Roger Ducos i Napoleó Bonaparte foren nomenats cònsols i Bonaparte Primer Cònsol Va reorganitzar als exèrcits francesos i els va comandar durant la campanya del següent any.

## 1800
El 1800, Napoleó Bonaparte va enviar al General Moreau a fer campanya a Alemanya, i va anar ell mateix a reunir un nou exèrcit a Dijon i marxar per Suïssa per atacar els exèrcits austríacs a Itàlia per darrere travessant els Alps pel pas del Gran Sant Bernat cap a Itàlia i derrotant els austríacs a la batalla de Marengo negociant la retirada austríaca del Piemont, Ligúria i la Llombardia. Moreau mentrestant, va envair Baviera i vencé els austríacs a les batalles d'Engen, Stockach, Moëskirch, Hochstadt, amb les que els austríacs van retirar-se fins al riu Inn, i els francesos van assegurar la riba esquerra del Danubi i prendre Múnic, i després Moreau va guanyar una gran batalla contra l'arxiduc Carles a batalla de Hohenlinden, avançant en direcció cap a Viena i els austríacs van demanar la pau amb l'armistici de Steyr el 25 de desembre. En la batalla del riu Mincio entre el 25 i 26 de desembre de 1800 el general Guillaume Brune va derrotar una força austríaca al comandament del general Heinrich von Bellegarde, que va retrocedir fins a Treviso.
Els anglesos fracassen en l'intent de presa de Ferrol.

## 1801
Al febrer de 1801, els austríacs van signar el Tractat de Lunéville, acceptant el control francès sobre el Rin i les repúbliques-satèl·lit franceses a Itàlia i els Països Baixos. El subsegüent Tractat d'Amiens entre França i Gran Bretanya va iniciar el major període de pau entre França i Gran Bretanya durant el període napoleònic.
El tractat d'Amiens no va tenir participació otomana i Selim III va signar un tractat per separat amb França el 25 de juny de 1802, que restablia els privilegis francesos a l'imperi anteriors a la guerra.